# 贵州醉魂藤
贵州醉魂藤（学名：Heterostemma esquirolii）是夹竹桃科醉魂藤属的植物。分布于泰国以及中国大陆的贵州、广西、云南等地，生长于海拔450米至2,000米的地区，多生长在山地疏林中，目前尚未由人工引种栽培。

## 别名
黔桂百灵藤（广西植物名录）

## 异名
- Heterostemma villosum auct. non Cost.